# Кудімов Павло Васильович
Павло Васильович Кудімов (1899, с. Верхній Авзян, Оренбурзька губернія — 27 жовтня 1943, с. Ходорів, Київська область) — учасник Другої світової війни, командир взводу 979-го стрілецького полку 253-ї стрілецької дивізії 40-ї армії Воронезького фронту, старшина. Герой Радянського Союзу.

## Біографія
Здобув початкову освіту, працював бухгалтером Кагинського лісопункту Авзянського ліспромгоспу.
У 1941 році призваний в Червону Армію. З 1942 — у боях Другої світової війни.
У ніч на 26 вересня 1943 року, форсувавши Дніпро, першим висадився на правий берег в районі села Ходорів Миронівського району Київської області, повів взвод в атаку і зайняв висоту. Бійці відбили кілька контратак противника і втримали кордон, забезпечивши просування інших підрозділів полку. Противник втратив тільки вбитими понад двадцять солдатів і офіцерів. Були знищені дві кулеметні точки.
П. В. Кудімов поліг смертю хоробрих 27 жовтня 1943 року. Похований в селі Ходорів Київської області.
Указом Президії Верховної Ради СРСР від 29 жовтня 1943 року за зразкове виконання бойових завдань командування і проявлені при цьому геройство і мужність старшині Кудімову Павлу Васильовичу посмертно присвоєно звання Героя Радянського Союзу.

## Нагороди
- Медаль «Золота Зірка» (29.10.1943).
- Орден Леніна.

## Пам'ять
Ім'ям П. В. Кудімова названі вулиці у Верхньому Авзяні Бєлорєцького району і м. Баймак Баймакського району Республіки
Башкортостан. У місті Бєлорєцьку встановлено його бюст.